# Хепенхајм (Бергштрасе)
Хепенхајм (њем. Heppenheim) општина је у њемачкој савезној држави Хесен. Једно је од 22 општинска средишта округа Бергштрасе. Према процјени из 2010. у општини је живјело 25.279 становника. Посједује регионалну шифру (AGS) 6431011.

## Географски и демографски подаци
Хепенхајм се налази у савезној држави Хесен у округу Бергштрасе. Општина се налази на надморској висини од 122 метра. Површина општине износи 52,1 km². У самом мјесту је, према процјени из 2010. године, живјело 25.279 становника. Просјечна густина становништва износи 485 становника/km².

## Међународна сарадња
| Мјесто  | Држава    | Врста сарадње | Од    |
| ------- | --------- | ------------- | ----- |
|         | Пољска    | партнерство   | 2001. |
| Калтерн | Италија   | партнерство   | 1971. |
|         | Француска | партнерство   | 1975. |
| Извор   |           |               |       |